# Gleraya
Gleraya är ett berg i Indonesien.   Det ligger i provinsen Aceh, i den västra delen av landet, 1 800 km nordväst om huvudstaden Jakarta. Toppen på Gleraya är 463 meter över havet.
Terrängen runt Gleraya är kuperad åt sydväst, men åt nordost är den platt. Havet är nära Gleraya åt nordväst.Runt Gleraya är det tätbefolkat, med 286 invånare per kvadratkilometer. Närmaste större samhälle är Banda Aceh, 10,3 km öster om Gleraya. 